# Jindřich II. Šlik (biskup)

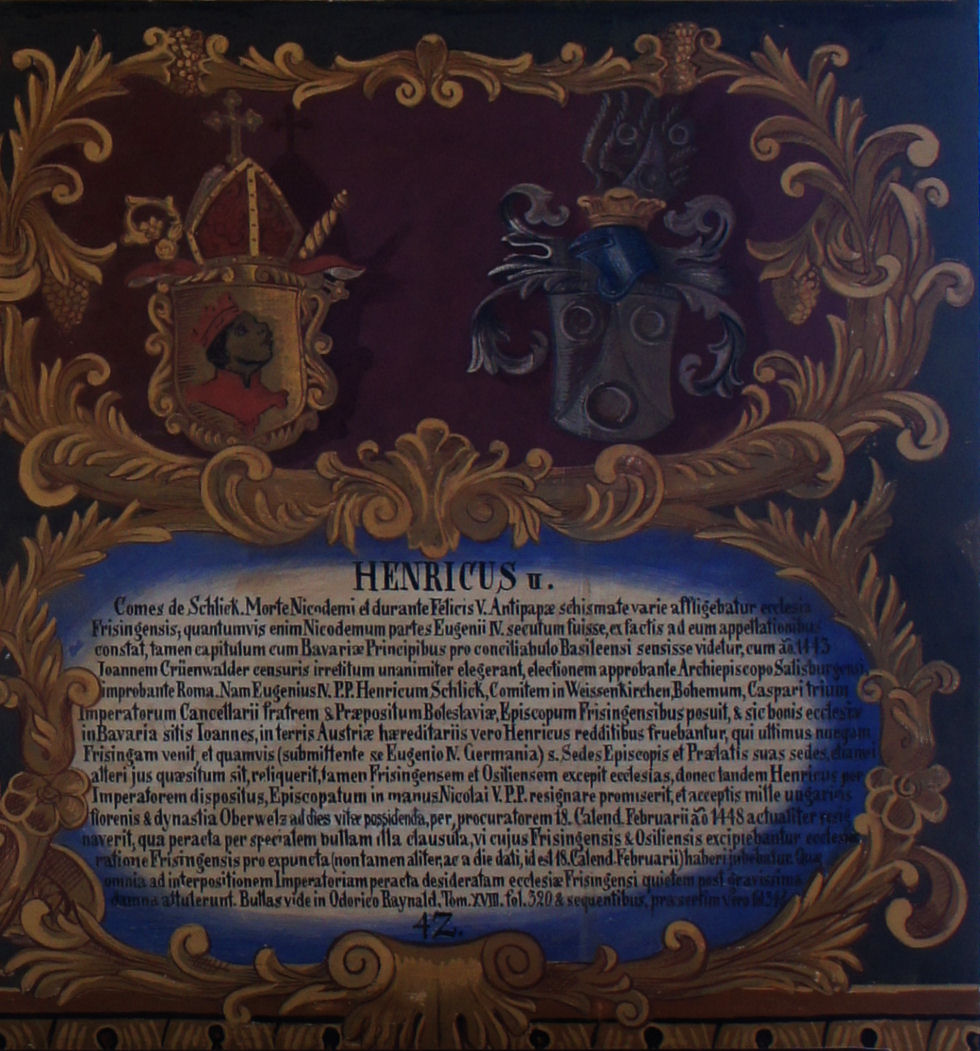
Erbovní deska Jindřicha II. Šlika ve freisinské knížecí chodbě

Jindřich II. Šlik (německy Heinrich II. Schlick, * kolem roku 1400, Cheb – kolem roku 1448, Oberwölz) byl v letech 1443 až 1448 kníže-biskup freisinský.

## Život

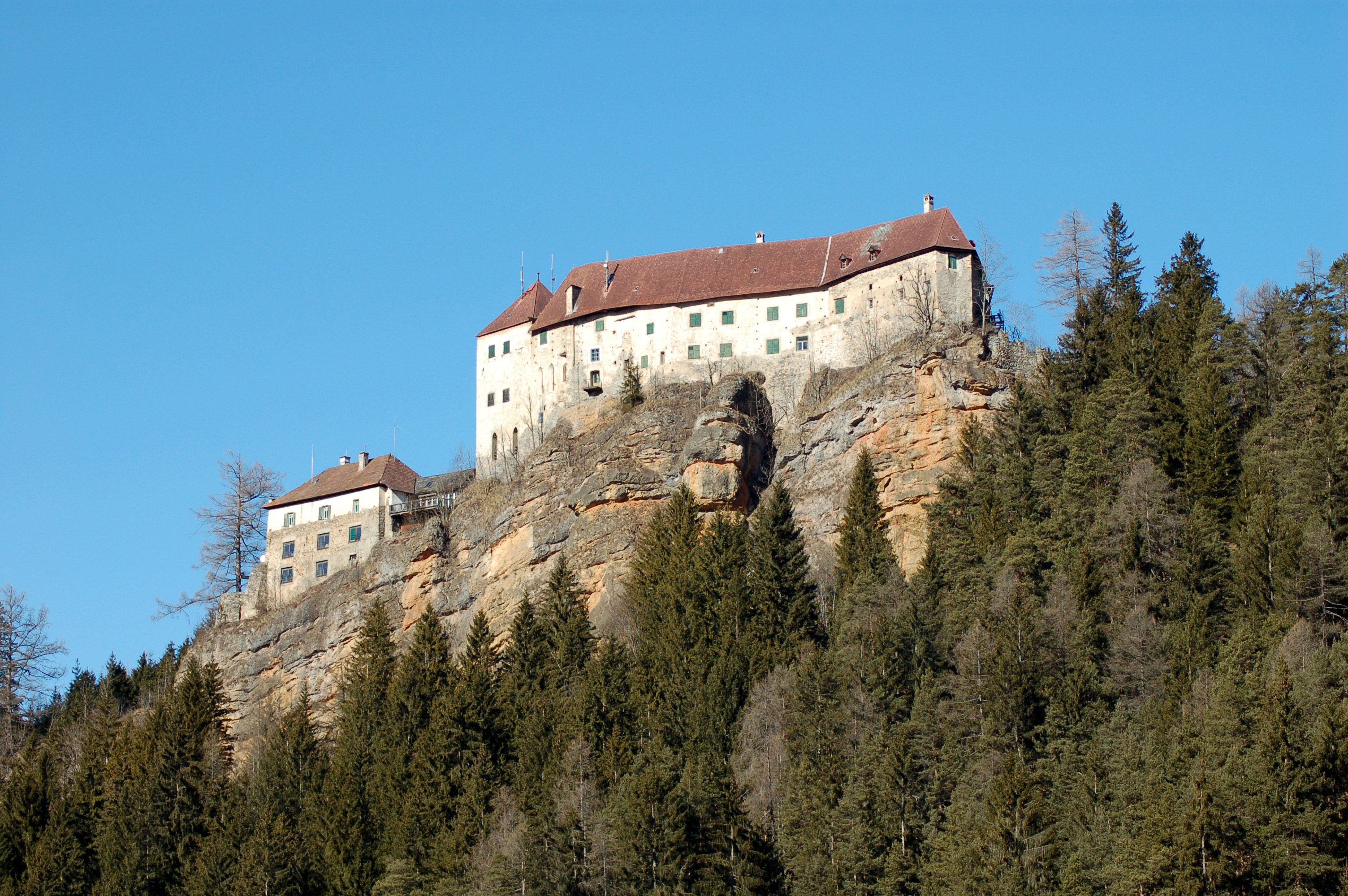
Zámek Rothenfels v Oberwölzi

Jindřich se narodil kolem roku 1400 v Chebu jako 7. dítě Jindřicha Šlika a jeho manželky Konstancie. Byl mladším bratrem vlivného královského kancléře Kašpara Šlika, jemuž také vděčil za svou kariéru.
13. srpna 1443 zemřel úřadující freisinský biskup Nikodém ze Scaly, načež kapitula 13. září téhož roku jednohlasně zvolila biskupem Jana III. Grünwaldera a basilejský koncil volbu potvrdil.
Kašpar Šlik vynaložil veškeré úsilí, aby svého bratra učinil biskupem. Ten již byl členem kapituly v Řezně, Praze a Freisingu. Kašpar se za Jindřicha přimlouval u římského papeže Evžena IV., u papeže basilejského koncilu, Felixe V., a především u krále Fridricha III.
Žádný z papežů si však nechtěl pokazit vztahy s králem a všichni věděli o velkém vlivu Kašpara Šlika. Když zeslábl vliv papeže Felixe V., jmenoval papež Evžen IV. v lednu 1444 Jindřicha biskupem freisinským. Ve jmenovací listině bylo uvedeno datum 12. září 1443, tedy den před volbou kapituly, aby bylo možné jmenování snáze legitimizovat.
Kapitula však jmenování neuznala a za právoplatného biskupa považovala Jana III. Grünwaldera. I přes hrozbu exkomunikace pro Grünwalderovy stoupence se však Jindřichovi nepodařilo dosáhnout změny. Jindřicha mohl dosadit jedině freisinský hrad Rothenfels ve štýrském Oberwölzi. Papež Mikuláš V., nástupce po Evženovi IV., 30. srpna 1447 znovu potvrdil Jindřichův nárok. O to překvapivější bylo, když král Fridrich opustil Jindřicha a postavil se na stranu Grünwaldera. Fridrich papežovi nabídl, aby Jindřichovi nařídil věčnou mlčenlivost a odvolal ho z freisinského biskupského úřadu. Důvod změny králova názoru je nejasný. Existují domněnky, že král považoval Jindřicha za neschopného. Papež Mikuláš V., který nestál o spory s Fridrichem, souhlasil. Když král Fridrich 23. května 1448 Grünwalderovi předal insignie, bylo Jindřichovi jasné, že stál na straně poražených. 
21. srpna 1488 se vzdal všech nároků a jako odškodné obdržel tisíc uherských dukátů a doživotní výnosy panství Oberwölz a sídlo na hradě Rotenfels. Jindřich tak nebyl nikdy vysvěcen na biskupa a do svého rezidenčního města ve Freisingu nikdy nevstoupil. Místo něho byl skutečnou hlavou freisinského kláštera Jan Grünwalder. Přesné datum Jindřichovy smrti není známo, podle J. Sutnera zemřel 1448 v Oberwölzi.